# SMS Wörth
O SMS Wörth  foi um navio couraçado pré-dreadnought operado pela Marinha Imperial Alemã e a quarta e última embarcação da Classe Brandenburg, depois do SMS Brandenburg, SMS Kurfürst Friedrich Wilhelm e SMS Weissenburg. Nomeado em homenagem à Batalha de Wörth lutada em 1870 durante a Guerra Franco-Prussiana, sua construção começou em março de 1890 nos estaleiros da Germaniawerft em Kiel e foi lançado ao mar em agosto de 1892, sendo comissionado na frota alemã em outubro do ano seguinte. Era armado com seis canhões montados em três torres de artilharia duplas, diferentemente do esquema de quatro canhões em duas torres duplas usados em outras marinhas, possuía um deslocamento de mais de dez mil toneladas e velocidade máxima de dezesseis nós.
O Wörth serviu na I Divisão durante sua primeira década de serviço. Este período geralmente limitou-se a exercícios e viagens para portos estrangeiros. Estas manobras mesmo assim eram importantes no desenvolvimento da doutrina naval alemã pré-Primeira Guerra Mundial, especialmente sob a direção do almirante Alfred von Tirpitz. A primeira grande ação do navio foi em 1900, quando ele e seus três irmãos foram para a China a fim de subjugar o Levante dos Boxers. O Wörth foi reformado no início do século XX, porém já estava obsoleto na época do início da Primeira Guerra e assim serviu de forma limitada, inicialmente como navio de defesa de costa. Foi descomissionado em março de 1916 e usado como alojamento flutuante pelo restante do conflito, sendo desmontado em Danzig em 1919.

## Características

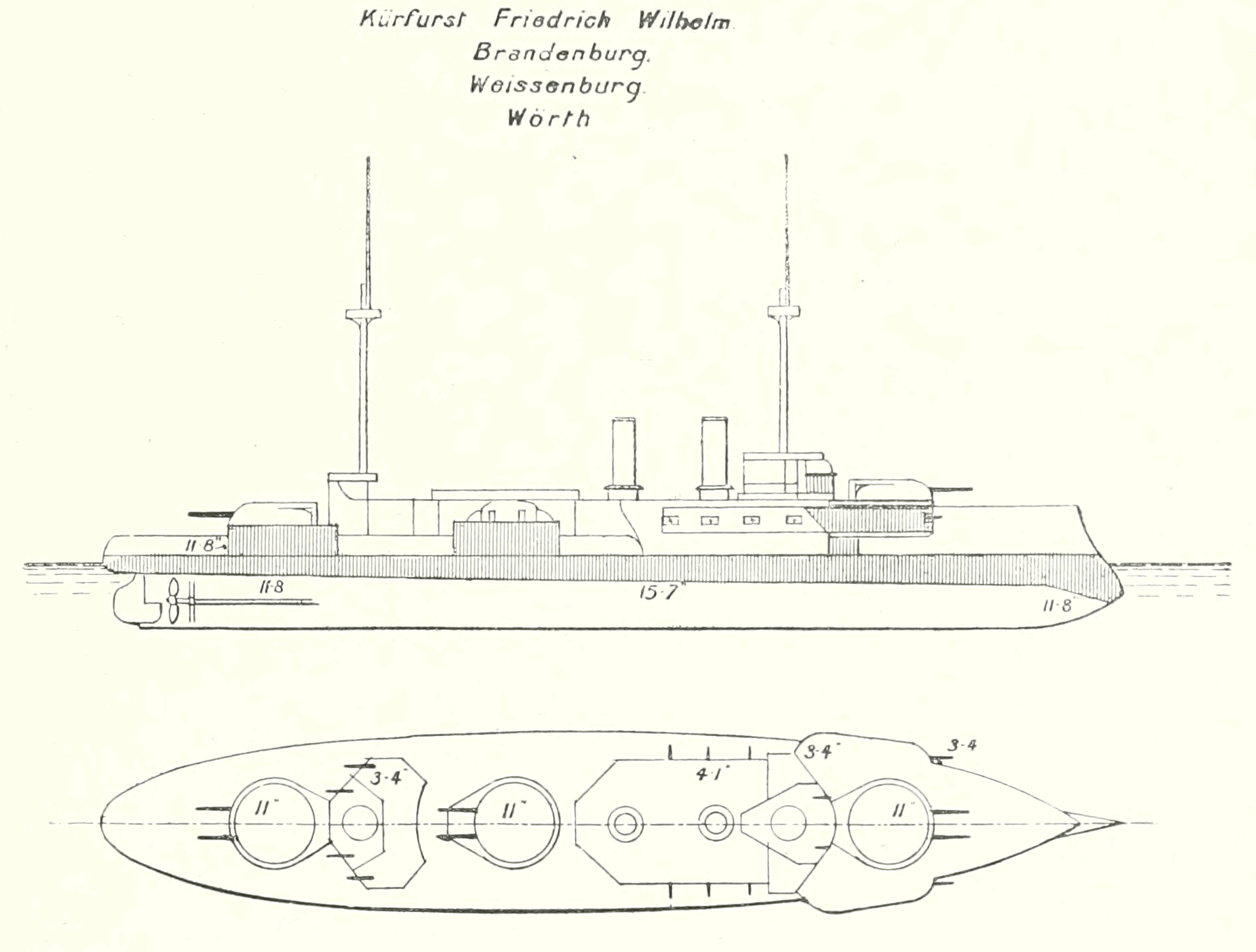
Diagrama da Classe Brandenburg.

Os quatro navios da Classe Brandenburg foram os primeiros couraçados pré-dreadnought da Marinha Imperial Alemã. A frota da Alemanha até a ascensão do imperador Guilherme II em 1888 era orientada para a defesa costeira, com o vice-almirante Leo von Caprivi, chefe do Escritório Imperial da Marinha, tendo ordenado na década de 1880 a construção de vários navios de defesa de costa. O imperador, que tinha grande interesse em assuntos náuticos, substituiu Caprivi em agosto pelo vice-almirante Alexander von Monts, instruindo-o a incluir quatro couraçados no orçamento naval. Monts, que era a favor de uma frota de couraçados, cancelou as quatro últimas embarcações de defesa de costa autorizadas por Caprivi e em vez disso encomendou couraçados de dez mil toneladas. Eles foram os primeiros couraçados modernos construídos na Alemanha, com sua autorização tendo vindo como parte de um programa de construção que refletia a confusão tática e estratégica da década de 1880.
O Wörth tinha 115,7 metros de comprimento total, boca de 19,5 metros que podia aumentar até 19,74 metros com a adição de redes de torpedos, além de calado de 7,6 metros na proa e de 7,9 metros na popa. Possuía um deslocamento de 10 013 toneladas em seu peso projetado, porém este valor podia chegar em 10 670 toneladas quando totalmente carregado com suprimentos de batalha, como projéteis e combustível. Era equipado com doze caldeiras a carvão e dois conjuntos de motores de tripla expansão com três cilindros que geravam 10 000 cavalos-vapor (7 460 quilowatts) de potência e uma velocidade máxima de 16,9 nós (31,3 quilômetros por hora). O Wörth tinha um alcance de 4 300 milhas náuticas (oito mil quilômetros) a dez nós (dezenove quilômetros por hora). Sua tripulação era formada por 38 oficiais e 530 marinheiros.
A embarcação era incomum para a época, pois estava equipada com uma bateria principal composta por seis canhões montados em três torres duplas, diferentemente dos quatro canhões normalmente encontrados em outros couraçados contemporâneos. As torres de artilharia da proa e da popa tinham canhões K L/40 de 280 milímetros, enquanto a torre central era armada com canhões menores L/35 também de 280 milímetros. Suas armas secundárias consistiam em oito canhões de tiro rápido SK L/35 de 105 milímetros e oito SK L/30 de 88 milímetros montados em casamatas. O armamento do Wörth era completado por seis tubos de torpedo de 450 milímetros instalados acima da linha d'água. Apesar de sua bateria principal ser mais pesada que outros navios equivalentes da época, seus armamentos secundários foram considerados mais fracos em relação a outros couraçados. Seu cinturão de blindagem tinha uma espessura de quatrocentos milímetros na parte central, que protegia os depósitos de munição e sala de máquinas. O convés tinha uma blindagem de sessenta milímetros, enquanto as barbetas da bateria principal eram protegidas por uma blindagem de trezentos milímetros de espessura.

## História

### Primeiros anos

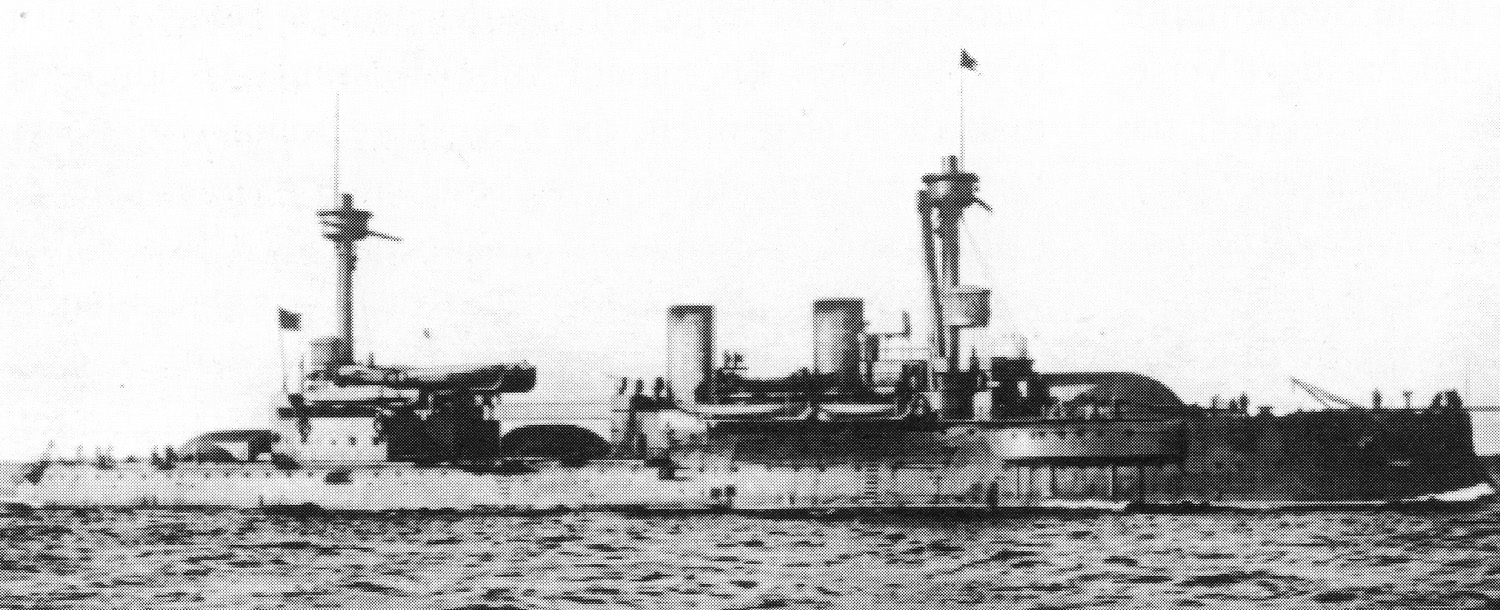
O Wörth em dezembro de 1893.

O Wörth foi encomendado sob o nome de B, com o batimento de sua quilha ocorrendo em 3 de março de 1890 na Germaniawerft em Kiel. Os trabalhos de construção prosseguiram em um ritmo mais lento do que seus outros três irmãos; seu casco só foi lançado ao mar em 6 de agosto de 1892, mais de oito meses depois que os outros couraçados. Ele foi batizado pela princesa Vitória da Prússia, irmã mais nova do imperador Guilherme II, e foi nomeado em homenagem a Batalha de Wörth, ocorrida em agosto de 1870 durante a Guerra Franco-Prussiana. Os trabalhos de equipagem no navio foram rápidos e ele foi comissionado no dia 31 de outubro de 1893, o primeiro de sua classe a entrar em serviço. Seus testes marítimos começaram pouco depois e duraram até abril de 1894. Durante esse período, o Wörth foi brevemente designado para a esquadra de manobra da Frota Doméstica a fim de substituir seu irmão SMS Brandenburg, que tinha sofrido uma explosão em uma válvula de caldeira. A embarcação foi designada em 1º de agosto a capitânia da frota para as manobras anuais de outono, ficando sob o comando do almirante Max von der Goltz. Os exercícios ocorreram no Mar do Norte e no Mar Báltico; Guilherme II subiu a bordo do Wörth ao final das manobras e passou a frota em revista no dia 21 de setembro.

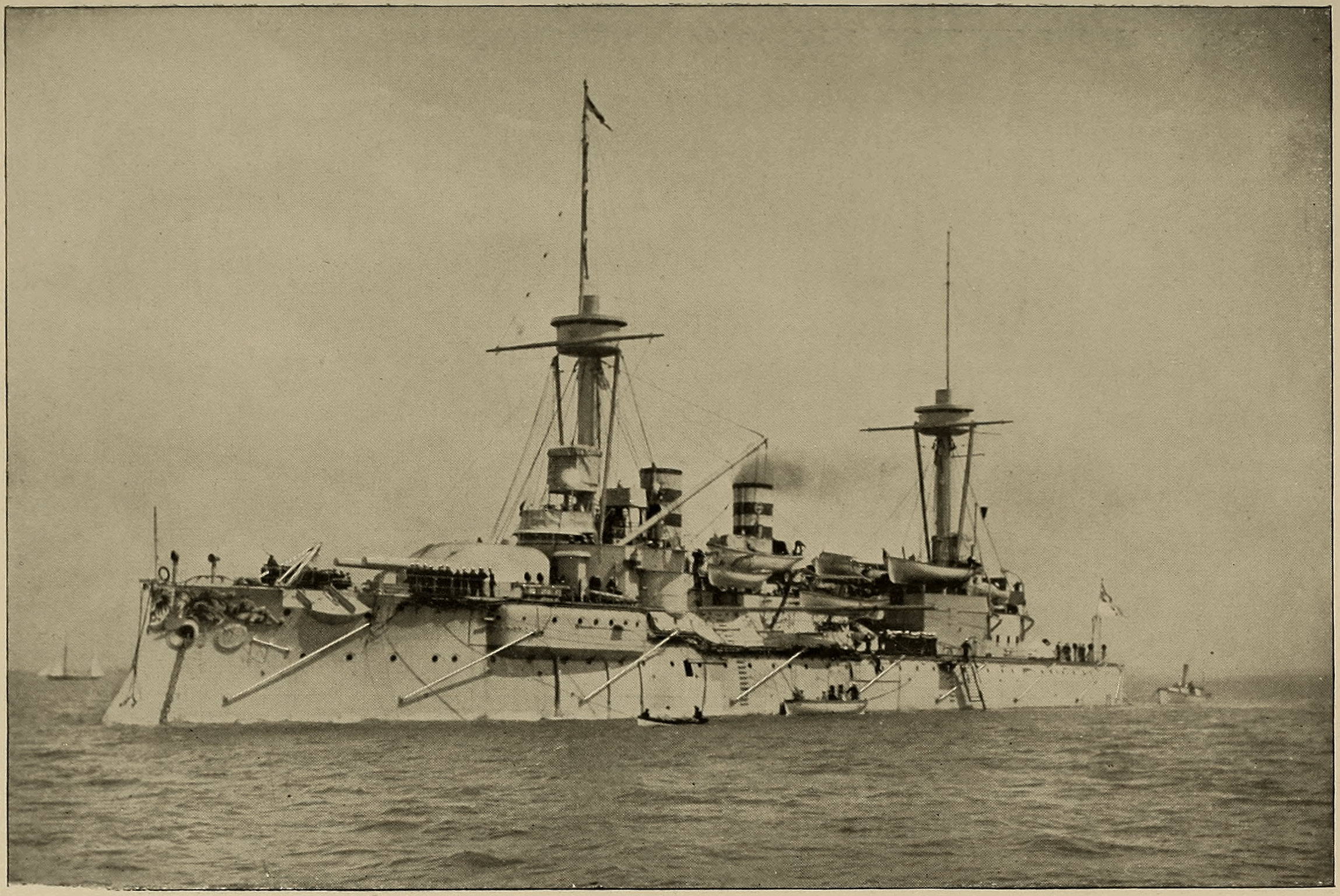
O Wörth c. 1895.

O navio durante esse período foi comandado pelo príncipe Henrique da Prússia, irmão mais novo do imperador. O imperador Alexandre III da Rússia morreu em 1º de novembro e Guilherme II inicialmente planejou enviar seu irmão a São Petersburgo para representá-lo no funeral a bordo do Wörth. Entretanto, o general Bernhard Franz Wilhelm von Werder sugeriu que enviar uma embarcação nomeada em homenagem a uma batalha da ainda recente Guerra Franco-Prussiana iria antagonizar a delegação francesa, dado a assinatura da Aliança Franco-Russa. Guilherme II concordou e assim o príncipe Henrique viajou de trem. O couraçado foi substituído como capitânia da frota depois do comissionamento de seu irmão SMS Kurfürst Friedrich Wilhelm. O Wörth foi então designado para a I Divisão da I Esquadra, substituindo o antigo ironclad SMS Deutschland.
O couraçado e o resto da esquadra participou em 3 de dezembro de 1894 de uma cerimônia no Canal Imperador Guilherme.  Em seguida as embarcações iniciaram um cruzeiro de treinamento de inverno pelo Mar Báltico; este foi o primeiro cruzeiro do tipo feito pela Marinha Imperial. A maior parte da frota até então costumava ser desativada na época do inverno. A I Divisão ancorou em Estocolmo na Suécia entre os dias 7 e 11 de dezembro a fim de participaram das celebrações dos trezentos anos do nascimento do rei Gustavo II Adolfo. O rei Óscar II da Suécia realizou uma recepção para a delegação alemã. Mais exercícios no Báltico foram realizados depois disso até os navios voltarem para a Alemanha para passarem por reparos. O Wörth voltou a ser a capitânia da frota entre 19 de dezembro e 27 de março de 1895 enquanto o Kurfürst Friedrich Wilhelm estava em uma doca passando por reparos. O navio ocupou-se com treinamentos individuais e divisionais pelos primeiros meses do ano. Mais manobras da frota ocorreram em maio no Báltico, concluindo com uma visita a Kirkwall nas Ilhas Órcades. A esquadra voltou para Kiel no começo de junho, onde preparações estavam em andamento para a inauguração do Canal Imperador Guilherme. Exercícios táticos foram feitos na Baía de Kiel na presença de delegações estrangeiras.
A frota alemã começou um grande cruzeiro para o Oceano Atlântico em 1º de julho, retornando no início de agosto e parando na Ilha de Wight no Reino Unido a fim de acompanharem a Regata de Cowes. Guilherme II no local em 6 de agosto realizou uma cerimônia de lembrança em homenagem ao 25º aniversário da Batalha de Wörth. Isto foi muito criticado pela imprensa britânica. A frota retornou para Wilhelmshaven em 10 de agosto e começou preparações para manobras de outono no final do mês. Os primeiros exercícios iniciaram-se em 25 de agosto na Angra da Heligolândia. A frota então seguiu através do estreito de Skagerrak até o Báltico, onde as fortes tempestades danificaram muitos dos navios e afundaram o barco torpedeiro SMS S41, que emborcou deixando apenas três sobreviventes. A força ficou brevemente em Kiel até retomar os exercícios ocorridos nos estreitos de Kattegat e Grande Belt. As manobras principais começaram em 7 de setembro com um ataque simulado de Kiel para o leste do Báltico. Outras manobras ocorreram na costa da Pomerânia e na Baía de Danzig. Uma revista da frota por Guilherme II em Jershöft no dia 14 encerrou as manobras.

### Rotina de exercícios

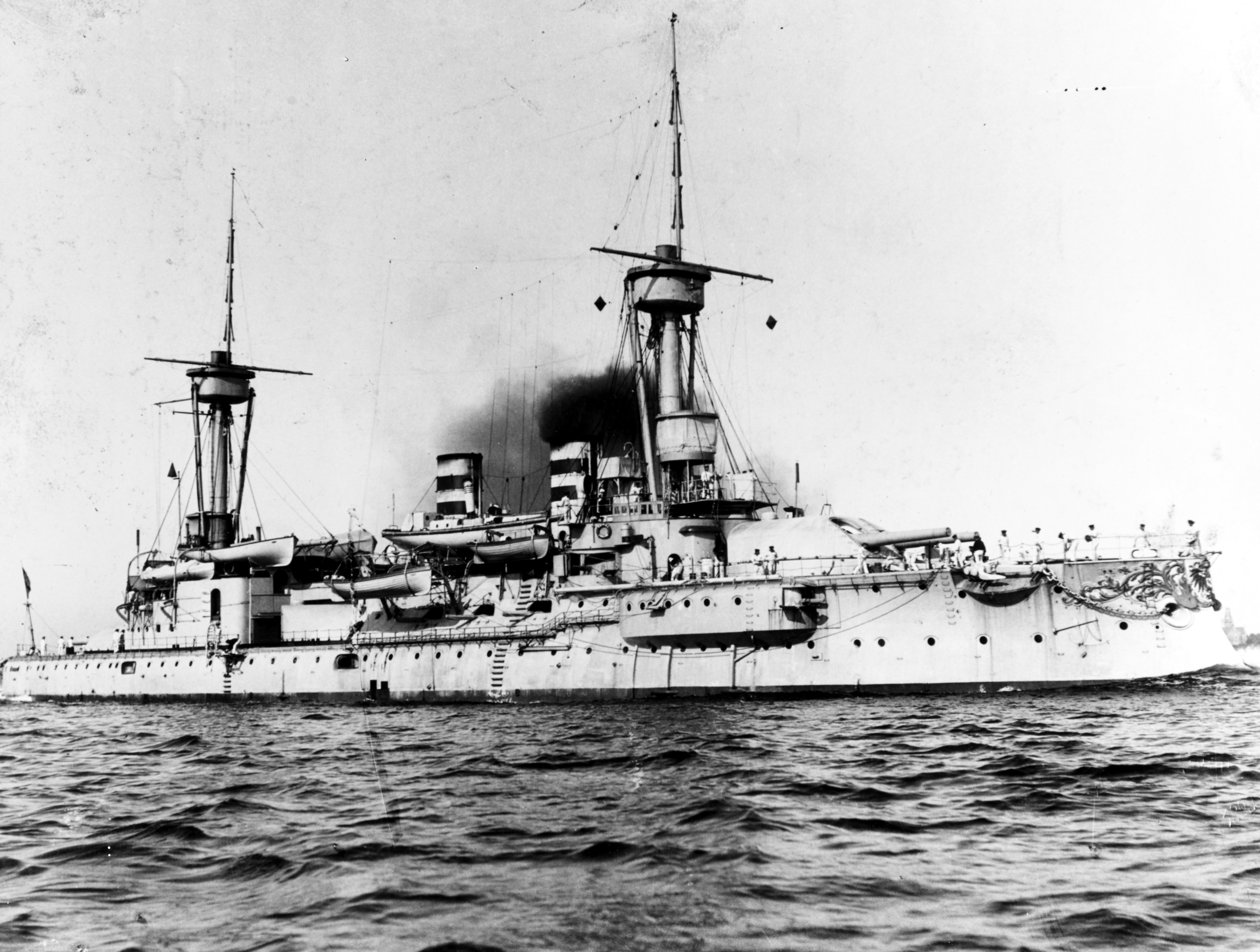
O Wörth em 1899.

1896 seguiu o mesmo padrão do ano anterior. Treinamentos individuais ocorreram até abril, seguido por treinamento de esquadra no Mar do Norte no final de abril e início de maio, incluindo uma visita aos portos holandeses de Flessingue e Nieuwediep. Mais manobras ocorreram do final de maio ao final de julho, levando a esquadra mais para o norte do Mar do Norte, frequentemente para águas norueguesas, com os navios tendo visitado Bergen entre 11 e 18 de maio. Guilherme II e o vice-rei chinês Li Hongzhang revistaram a frota em Kiel durante as manobras. A frota reuniu-se em Wilhelmshaven para o treinamento anual de outono em 9 de agosto. O imperador Nicolau II da Rússia visitou a frota alemã em Kiel no mês seguinte e subiu a bordo do Wörth no dia 8 de setembro. O navio venceu o Prêmio de Tiro por excelência em artilharia na I Esquadra para 1896.
O Wörth e o resto da frota operaram sob uma rotina normal de treinamentos individuais e em unidade no decorrer da primeira metade de 1897. A embarcação representou a Alemanha em junho durante as celebrações do jubileu de diamante da rainha Vitória do Reino Unido. A típica rotina de exercícios foi interrompida no início de agosto quando o imperador e a imperatriz Augusta Vitória de Schleswig-Holstein foram visitar a corte imperial russa; as duas divisões da I Esquadra de Batalha foram enviadas para Kronstadt a fim de acompanharem o casal imperial. Eles retornaram para Danzig em 15 de agosto, onde o restante da frota reuniu-se para as manobras anuais de outono. Estes exercícios refletiram o pensamento tático do contra-almirante Alfred von Tirpitz, o novo Secretário de Estado do Escritório Imperial da Marinha, e do vice-almirante August von Thomsen, o novo comandante da I Esquadra. Estas novas táticas enfatizavam uma artilharia mais precisa, especialmente a longas distâncias. A ênfase de Thomsen em tiro criou as bases para a excelente artilharia alemã na Primeira Guerra Mundial. As manobras foram completadas em 22 de setembro em Wilhelmshaven.
A I Divisão realizou manobras em Kattegat e Skagerrak no começo de dezembro, porém foram encurtadas pela falta de homens e oficiais. A frota seguiu a típica rotina de treinamentos no decorrer de 1898, porém foi incluída uma viagem para as Ilhas Britânicas. Os navios pararam em Queenstown, Greenock e Kirkwall. A frota reuniu-se em Kiel em 14 de agosto para os exercícios de outono. As manobras incluíram uma simulação de bloqueio perto da costa de Mecklemburgo e uma batalha campal com uma "Frota Oriental" na Baía de Danzig. Uma tempestade forte atingiu a frota enquanto voltavam para Kiel, infligindo grandes danos em muitas das embarcações e afundando o barco torpedeiro SMS S58. Eles atravessaram o Canal Imperador Guilherme e continuaram suas manobras no Mar do Norte. Os treinamentos terminaram em Wilhelmshaven no dia 17 de setembro. A I Divisão conduziu treinamentos de artilharia e torpedo na Baía de Eckernförde em dezembro, seguido por treinamentos divisionais em Kattegat e Skagerrak. Uma visita a Kungsbacka na Suécia ocorreu de 9 a 13 de dezembro. Eles voltaram para Kiel e os navios da I Divisão foram para docas a fim de passarem por reparos de inverno.
O Wörth estava treinando na Baía de Eckernförde em 25 de novembro de 1899 quando bateu em uma rocha, abrindo um buraco de 6,7 metros no casco, inundando três compartimentos à prova d'água. O navio foi enviado para Wilhelmshaven para reparos. Antes, quinhentas toneladas de carvão precisaram ser descarregadas para diminuir seu peso. Placas de aço temporárias foram rebitadas com o objetivo de cobrirem o buraco no lado estibordo, enquanto as placas do casco no lado bombordo precisaram ser rebitadas novamente. Os trabalhos duraram de dezembro até fevereiro de 1900, assim a embarcação não participou do cruzeiro de inverno da I Esquadra.

### Levante dos Boxers

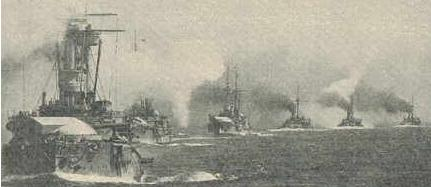
Navios alemães na China em 1900.

O Brandenburg participou de sua primeira grande operação em 1900, quando foi enviado para a China durante o Levante dos Boxers. Nacionalistas chineses cercaram embaixadas estrangeiras em Pequim e assinaram Clemens von Ketteler, o plenipotenciário alemão. A grande violência contra ocidentais levou uma aliança entre a Alemanha e outras sete potências: Reino Unido, França, Rússia, Áustria-Hungria, Estados Unidos, Itália e Japão. Os soldados que estavam na China na época eram muito poucos para derrotarem os boxers; em Pequim havia uma força de pouco mais de quatrocentos oficiais e soldados dos oito países. Na época, a Esquadra da Ásia Oriental era a principal força alemã na área e consistia dos cruzadores protegidos SMS Kaiserin Augusta, SMS Hansa e SMS Hertha, os cruzadores menores SMS Irene e SMS Gefion, e as canhoneiras SMS Jaguar e SMS Iltis. Havia também um destacamento de quinhentos homens em Taku; os números chegavam em 2,6 mil soldados combinados entre todos os países. O vice-almirante britânico sir Edward Seymour tentou liderar esses soldados até Pequim, porém foram forçados a parar em Tientsin. O imperador decidiu que uma força expedicionária seria enviada para a China a fim de reforçar a Esquadra da Ásia Oriental. A frota incluía o Brandenburg, seus três irmãos, seis cruzadores, dez navios de carga, três barcos torpedeiros e seis regimentos de fuzileiros, todos sob o comando do general marechal de campo Alfred von Waldersee.
O contra-almirante Richard von Geißler, o comandante da força expedicionária, relatou em 7 de julho que suas embarcações estavam prontas para a operação e elas partiram dois dias depois. Os quatro couraçados mais o aviso SMS Hela passaram pelo Canal Imperador Guilherme e pararam em Wilhelmshaven a fim de se encontrarem com o resto da força. Os navios partiram da Angra de Jade em 1º de julho. Eles pararam em Gibraltar para reabastecerem-se de carvão entre os dias 17 e 18 de julho e passaram pelo Canal de Suez nos dias 26 e 27. Mais um reabastecimento das reservas de carvão ocorreu na ilha britânica de Perim no Mar Vermelho, com a frota entrando no Oceano Índico em 2 de agosto. Os navios alcançaram Colombo no Ceilão em 10 de agosto, passando pelo Estreito de Malaca quatro dias depois. Eles chegaram em Singapura em 18 de agosto e partiram depois de cinco dias, chegando em Hong Kong no dia 28. A força expedicionária parou dois dias depois em Wusong, próximo da cidade de Xangai. O Wörth foi então destacado da frota principal e designado para cobrir o desembarque do corpo expedicionário alemão nos Fortes da Taku no estuário do rio Hai.
O cerco de Pequim já tinha acabado quando os alemães chagaram, com os outros membros da Aliança das Oito Nações já tendo conseguido firmar um acordo com os boxers locais. O Wörth deixou Taku para reabastecer Qingdao, a base naval alemã na concessão da Baía de Kiauchau, e voltou para Wusong por meio de Yantai. Ele então juntou-se a um bloqueio do Rio Yangtzé. Como situação já tinha se acalmado o bastante, os quatro couraçados foram enviados para Hong Kong ou Nagasaki no Japão no final de 1900 e começo de 1901 a fim de passarem por reformas; o Wörth foi para Nagasaki em 30 de novembro. O navio voltou para Wusong em 27 de dezembro e permaneceu no local até 18 de fevereiro de 1901, quando foi para Qingdao realizar exercícios de artilharia junto com o resto da divisão. Toda a frota ficou em Xangai de abril e maio.
O alto comando alemão convocou de volta a força expedicionária de volta para a casa em 26 de maio. A frota abasteceu suprimentos em Xangai e partiu em 1º de junho. Eles pararam em Singapura de 10 a 15 de junho e se reabasteceram com carvão antes de seguirem para Colombo, onde ficaram entre os dias 22 e 26. Navegar contra as monções forçou os navios a pararem na Ilha de Mahé nas Seicheles. A frota então parou por um dia em Áden e depois em Porto Said no Egito no caminho de volta a fim de pegarem mais carvão. Eles chegaram em Cádis em 1º de agosto, onde encontraram-se com a I Divisão e retornaram juntos para a Alemanha. Se separaram ao alcançarem a Heligolândia, logo depois de terem passado pela Rada de Jade, e os navios da força expedicionária foram revistados em 11 de agosto por Koester, agora o Inspetor Geral da Marinha. A frota expedicionária foi dissolvida no dia seguinte. No final, toda a operação custou à Alemanha mais de cem milhões de marcos.

### Final de carreira
O Wörth foi levado para o Estaleiro Imperial de Wilhelmshaven depois de retornar da China com o objetivo de passar por uma reforma que durou de 14 a 17 de agosto. Ele então voltou para a frota em tempo de participar das manobras de outono. Nesse meio tempo os navios da Classe Brandenburg foram transferidos para a II Divisão da I Esquadra. O Wörth foi descomissionado em 24 de novembro para que pudesse passar por uma grande reconstrução no Estaleiro Imperial de Wilhelmshaven; foi o primeiro de seus irmãos a passar pelo processo de modernização. Um passadiço e uma segunda torre de comando foram adicionados na parte traseira da superestrutura. Além disso, suas caldeiras foram substituídas por modelos mais novos, com sua superestrutura a meia-nau também sendo reduzida. Os trabalhos terminaram em dezembro de 1903.
O couraçado retornou para o serviço em 27 de setembro de 1904 e foi designado para a II Esquadra, onde substituiu o antigo navio de defesa de costa SMS Beowulf. Ele brevemente serviu de capitânia do contra-almirante Alfred Breusing de setembro a dezembro, quando foi substituído nesse papel pelo novo couraçado SMS Braunschweig. O Wörth encalhou no Fiorde de Kieler em 16 de fevereiro de 1905, sendo libertado após dois dias depois que uma quantidade suficiente de munição e carvão ter sido jogada no mar para diminuir seu peso. Ele então voltou para Kiel e entrou em uma doca seca, onde descobriu-se que o fundo de seu casco estava levemente entortado. Um segundo incidente ocorreu em 5 de julho, quando o barco torpedeiro SMS S124 colidiu com sua proa. O couraçado não tinha conseguido virar a tempo e atropelou o torpedeiro, danificando-o seriamente. Uma das salas da caldeira do S124 inundou e a corrente de vapor das caldeiras feriu seriamente três homens.
O Wörth foi transferido para a Formação de Reserva do Mar do Norte em 4 de julho de 1906. Ele inicialmente foi designado a capitânia da unidade, porém foi substituído em 1º de outubro pelo Kurfürst Friedrich Wilhelm. O navio foi então descomissionado e sua tripulação reduzida apenas a uma equipe de manutenção. Foi reativado apenas duas vezes nos oito anos seguintes, de 2 de agosto a 13 de setembro de 1910 e entre 31 de julho e 15 de setembro do ano seguinte; ambos os casos ocorreram durante as manobras anuais de outono. Fez parte da III Esquadra nas duas ocasiões e foi a capitânia do segundo em comando da esquadra, o contra-almirante Heinrich Sass. O couraçado voltou para a reserva e em outubro de 1911 foi colocado em uma doca do Estaleiro Imperial de Kiel com o objetivo de preservá-lo para algum serviço futuro.

### Primeira Guerra
O Wörth foi designado para a V Esquadra de Batalha em 5 de setembro de 1914, logo depois do início da Primeira Guerra Mundial, sob o comando do vice-almirante Max von Grapow. A esquadra foi encarregada da defesa costeira do Mar do Norte. Ela fez uma incursão para o Mar Báltico entre 19 e 26 de setembro, porém não encontraram forças inimigas. Os navios então retornaram para o Mar do Norte e para suas funções de patrulha. O Wörth foi brevemente transferido para a VI Esquadra de Batalha de 16 de janeiro a 25 de fevereiro de 1915 com o objetivo de fortalecer as defesas da Angra de Jade na foz do rio Weser. O couraçado voltou para Kiel em 5 de março e sua tripulação foi reduzida. Depois de um curto período de descanso, a tripulação foi restaurada e o Wörth e o Brandenburg foram transferidos para Libau, um porto russo recém conquistado pela Alemanha. Serviu como capitânia do contra-almirante Alfred Begas, o noco comandante da V Esquadra.
Os dois couraçados foram ancorados fora do porto enquanto ele era liberado de destroços. Durante esse período as embarcações se preparam para um possível ataque dos novos couraçados russos da Classe Gangut, porém o ataque nunca aconteceu. As tripulações dos dois navios foram reduzidas novamente em 12 de julho. A V Esquadra foi desfeita em 15 de janeiro de 1916 e Begas arriou sua bandeira da embarcação. O Wörth deixou Libau em 7 de março e chegou em Neufahrwasser no dia seguinte. Ele foi descomissionado em Danzig em 10 de março para liberar sua tripulação e armas para outros usos. Alguns de seus canhões da bateria principal foram convertidos em canhões de trens, ficando prontos para atuar no início de 1918. O Wörth foi usado como alojamento flutuante em Danzig até o final da guerra em novembro de 1918. Os dois couraçados foram removidos do registro naval em 13 de maio de 1919 e vendidos para desmontagem. Eles foram comprados pela Norddeutsche Tiefbaugesellschaft; o plano original era que o Wörth fosse convertido em um cargueiro, porém a ideia não seguiu adiante. O couraçado acabou desmontado em Danzig.

### Citações
1. 1 2 3 4 5 6   Gröner 1990, p. 13
2. 1 2 3 4 5   Hore 2006, p. 66
3. ↑   Sondhaus 1997, pp. 179–181
4. ↑   Grießmer 1999, p. 177
5. ↑   Gröner 1990, p. 56
6. 1 2 3 4   Hildebrand, Röhr & Steinmetz 1993b, p. 97
7. ↑   Gardiner, Chesneau & Kolesnik 1979, p. 247
8. 1 2   Hildebrand, Röhr & Steinmetz 1993a, p. 175
9. ↑   Hildebrand, Röhr & Steinmetz 1993b, pp. 97–98
10. 1 2 3 4 5 6   Hildebrand, Röhr & Steinmetz 1993b, p. 98
11. ↑   Hildebrand, Röhr & Steinmetz 1993a, pp. 175–176
12. ↑   Hildebrand, Röhr & Steinmetz 1993a, p. 176
13. ↑   Hildebrand, Röhr & Steinmetz 1993a, pp. 176–177
14. ↑   Hildebrand, Röhr & Steinmetz 1993a, p. 178
15. ↑   Hildebrand, Röhr & Steinmetz 1993a, p. 179
16. ↑   Hildebrand, Röhr & Steinmetz 1993a, p. 180
17. ↑   Miles 1898, p. 267
18. 1 2   Hildebrand, Röhr & Steinmetz 1993b, pp. 180–181
19. ↑   Hildebrand, Röhr & Steinmetz 1993a, pp. 181–183
20. ↑   Marsh 1900, p. 105
21. ↑   Marsh 1900, p. 106
22. ↑   Bodin 1979, pp. 5–6
23. ↑   Bodin 1979, p. 1
24. ↑   Holborn 1982, p. 311
25. ↑   Bodin 1979, p. 6
26. ↑   Harrington 2001, p. 29
27. ↑   Bodin 1979, p. 11
28. ↑   Bodin 1979, pp. 11–12
29. ↑   Herwig 1998, p. 106
30. ↑   Hildebrand, Röhr & Steinmetz 1993a, pp. 186–187
31. 1 2   Hildebrand, Röhr & Steinmetz 1993a, p. 187
32. ↑   Sondhaus 2001, p. 186
33. ↑   Hildebrand, Röhr & Steinmetz 1993a, pp. 188–189
34. ↑   Herwig 1998, p. 103
35. 1 2   Gröner 1990, p. 14
36. ↑   Hildebrand, Röhr & Steinmetz 1993b, pp. 98–99
37. 1 2 3   Hildebrand, Röhr & Steinmetz 1993b, p. 99
38. 1 2 3   Hildebrand, Röhr & Steinmetz 1993b, p. 100
39. ↑   François 2006, p. 32
40. ↑   Gardiner & Gray 1985, p. 141